# Alcañices
Alcañices es un municipio y villa española de la provincia de Zamora, en la comunidad autónoma de Castilla y León. Cuenta con una población de 1061 habitantes (INE 2024).
Se encuentra situado en la zona oeste de la provincia de Zamora, a 59 km de Zamora, la capital provincial, y junto a la frontera con Portugal. Su ubicación le confiere una notable importancia estratégica, derivada de ser uno de los principales puntos de paso en la frontera hispano-lusa.
La configuración administrativa de este municipio data de 1965, cuando por Decreto 1882 del Ministerio del Interior le agregó la localidad de Alcorcillo, anteriormente vinculado a Rábano de Aliste, por lo que en la actualidad cuenta con tres anejos que son Alcorcillo, Santa Ana y Vivinera. Además, se encuentra integrado en el partido judicial de Zamora y en la diócesis de Zamora.
Se encuentra ubicado en la comarca de Aliste, de la que ha sido históricamente la capital religiosa, social, cultural y comercial. Su importancia es aún palpable, siendo el único municipio que en la citada comarca supera el millar de habitantes.
Su nombre es de origen árabe y significa «las iglesias», o «las cañas o cañizos» según otros, pero su origen pudo haber sido un castro zoela de los primeros pobladores astures de la comarca a la que pertenece. Alcañices se reencontró en la historia de la mano de Alfonso IX de León que la configuró como fortaleza de frontera y la cedió como encomienda a la Orden del Temple en 1175. Esta situación la completó Alfonso X el Sabio el 5 de julio de 1255, cuando otorgó a los templarios la renta martiniega de Aliste y Alcañices. Durante el Renacimiento fue villa de señorío y cabeza del Marquesado de Alcañices. En general esta villa es partícipe de algunos hitos de la historia de España, pero por el que es especialmente recordada es por haber sido sede del Tratado de Alcañices que el 12 de septiembre de 1297 definió la frontera entre Portugal y la Corona de Castilla, la más antigua de Europa.
Su casco histórico está protegido como bien de interés cultural en la categoría de conjunto histórico bajo la denominación de «Recinto Murado de Alcañices». Este espacio amurallado acoge inmuebles de interés singular como la iglesia parroquial o el palacio de los marqueses de Alcañices, además de diversos ejemplos de arquitectura popular alistana. De las defensas permanecen en pie cuatro de sus cubos, de los cuales el denominado «cubo del Reloj» es considerado un símbolo de la localidad.
Fiestas: Celebra dos fiestas patronales: 
La Virgen de la Salud, una romería que se celebra los días 1, 2 y 3 de julio.
La Virgen de la Asunción y San Roque, fiestas mayores del 13 al 17 de agosto.
Archivo : TORO DE FUEGO ALCAÑICES (Zamora) Fiestas de la Asunción y san roque.jpg 
https://commons.wikimedia.org/w/index.php?title=File:TORO_DE_FUEGO_ALCA%C3%91ICES_(Zamora)_Fiestas_de_la_Asunci%C3%B3n_y_san_roque.jpg&oldid=1073918858

El municipio pertenece a la reserva de la biosfera transfronteriza «Meseta Ibérica», espacio natural transfronterizo entre España y Portugal protegido en 2015 por la Unesco por el alto nivel de conservación de sus hábitats naturales y de las especies que lo habitan. Con anterioridad, parte de su territorio contaba con la protección de la Red Natura 2000, bajo la figura de lugar de importancia comunitaria y con la denominación de «Riberas del río Manzanas y afluentes».

## Toponimia
Alcañices es un nombre de indudable raigambre árabe. Sin embargo, los autores no han establecido su procedencia exacta, existiendo en la actualidad dos posibles vías de interpretación. Para unos procede de Al-Qannis, que significa ‘las cañas o cañizos’, muy abundantes en la ribera de su río. Otros autores creen que quizá pudo derivar de الكنائس Al-Kanā'is, que significa ‘las iglesias’.

## Geografía

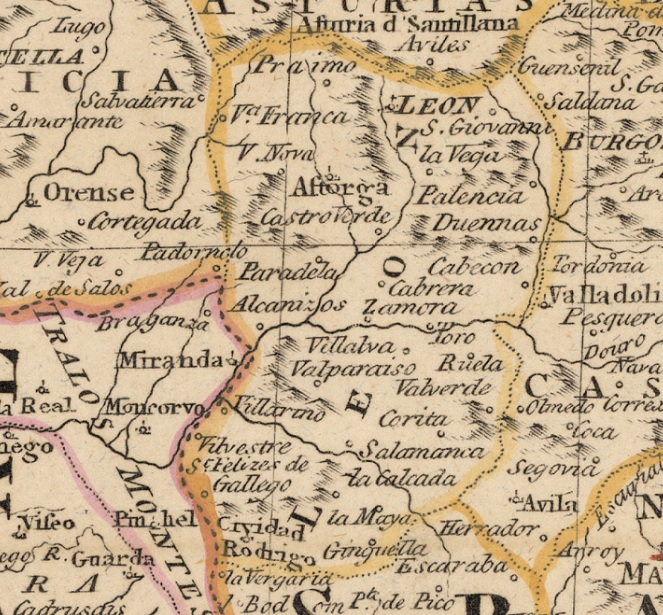
Detalle del mapa A new and accurate map of Spain and Portugal, realizado por Thomas Bowen en 1770, en el que se puede observar Alcañices

Alcañices está situada a 60 kilómetros al noroeste de la capital zamorana y junto a la frontera con Portugal. Es considerada la capital de la comarca de Aliste en la que se encuentra ubicada. Su término municipal está formado por las localidades de Alcañices, Alcorcillo, Santa Ana y Vivinera.
| Noroeste: Rábano de Aliste | Norte: San Vitero | Nordeste: Rabanales |
| Oeste: Rábano de Aliste    |                   | Este: Fonfría       |
| Suroeste: Portugal         | Sur: Portugal     | Sureste: Portugal   |

### Orografía
La parte más antigua de la villa, sobre la que se construyó la primitiva fortaleza templaria, es un promontorio situado a 807 m, es decir, a un total de 12 m sobre el resto del pueblo, sobre el que se configura el barrio Dentro la Villa y actual conjunto histórico. Es altiplanicie central, con geografía ondulada, alternando paisajes de secano con leves montículos, producto del paso del campo castellano a la montaña leonesa. El suelo corresponde a la zona silícea en el que abunda la arcilla. La altitud oscila entre los 918 m en un cerro al sureste que hace frontera con Portugal (La Luz) y los 770 m a orillas del río Angueira al sur.

### Hidrografía
El río Angueira transita por el pueblo procedente de unos manantiales situados a algunos kilómetros de Alcañices, paraje conocido como la Ribera.

### Naturaleza
El municipio pertenece a la reserva de la biosfera transfronteriza «Meseta Ibérica», espacio natural transfronterizo entre España y Portugal protegido en 2015 por la Unesco. Dentro de su término, destaca el hábitat natural del río Angueira con su bosque de ribera, con ejemplares de salgueras, sauces, alisos y fresnos.

## Historia
Cinco reyes han visitado Alcañices: Alfonso IX de León (1204), Fernando IV de Castilla y Dionisio I de Portugal (1297) y Juan Carlos I de España (1997), así como —siendo infante— Fernando III de Castilla (1204). También la ha visitado el presidente de Portugal, Jorge Sampaio (1997), nombrado Hijo Adoptivo en 2006. Tiene históricamente concedidos los títulos de Noble, Ilustre e Histórica Villa de Alcañices.

### Época romana
Indicios arqueológicos cercanos a Alcañices muestran que existió una población romana asentada, que podría haber conformado un castro romano en lo que después sería la fortaleza templaria. Además por Aliste cruzaba una calzada romana que se en la actualidad se denomina Camino Morisco y que tiene ramificaciones y enlaces con otras vías que se dirigían al norte. La Legio VII Gemina estableció un campamento cerca, en Brandilanes, y contra ella luchó una lugareña, Lavara, que habitaba en lo que hoy se conoce como el Alto del Castro.

### Edad Media
A pesar del origen árabe del nombre de la villa no hay constancia de su asentamiento en Alcañices más de medio siglo, a causa de la reconquista de Alfonso I de Asturias al extender sus dominios hasta el río Duero. Pero su recuerdo ha permanecido en el imaginario colectivo a través de leyendas populares y costumbres.
Durante los Visigodos Aliste como un territorio libre hasta que en 586 el rey Leovigildo lo asignó el Pago de Aliste (Pagus Alistii) al arzobispo de Braga, que en 675 el arzobispo de Santiago reclamó como suyo por no estar de acuerdo con la adjudicación, Alcañices dependió del obispado de Astorga, sufragáneo del arzobispado de Santiago, hasta 1888, cuando pasó a depender del de Zamora.
En el siglo X Alcañices habría quedado integrado en el reino de León, cuyos monarcas habrían acometido la repoblación de la localidad dentro del proceso repoblador llevado a cabo en Aliste. No obstante, la primera noticia documentada de esta población se remonta a finales del siglo XII, principios del siglo XIII. La tradición dice que San Francisco de Asís pasó por Alcañices en 1214 cuando peregrinaba a Santiago de Compostela.
Así, se tiene referencias de que en 1210 Alcañices era ya una especie de población fortificada, que estaba encabezada por el castillo de Alcañices, que pertenecía a la encomienda de la orden de los templarios, concedida por Alfonso IX de León, privilegio que en 1255 confirmó Alfonso X el Sabio, concediéndole a la Villa la captación del impuesto denominado la martiniega que se recogía en las comarcas de Aliste y Alcañices. Fruto de la ocupación templaria se tiene el recinto amurallado, edificado siguiendo la planta de la fortaleza templaria de Cornatel, en el que se construyó la iglesia parroquial de Nuestra Señora de la Asunción. Durante la época templaria (1175-1312), de la que aún quedan algunos pocos vestigios, la villa acogió dos capítulos priorales de la Orden (1210 y 1298); en este último el Maestre del Temple en León y Castilla confirma el cambio de unos bienes hecho con los Dominicos de Benavente. La importancia de la fortaleza de Alcañices aparece en el hecho de ser una de las cuatro, junto con Faro, Ponferrada y San Pedro de Latarce, que el maestre del temple ofrece en 1308 al infante don Felipe a cambio de su protección.
El evento histórico por el que más se conoce a esta villa es por la firma del Tratado de Alcañices el 12 de septiembre de 1297 para fijar lo que será la frontera entre España y Portugal, tratado que vino a zanjar definitivamente los conflictos entre los reinos leonés y portugués por el control de la frontera acaecidos tras la independencia de Portugal del Reino de León en 1143.
En Alcañices, hasta la expulsión de 1492, existió una judería que se ubicaba extramuros, en el suroeste del barrio Dentro la Villa, en la soleada ladera que mira hacia la Fuente del Cañico. Aún subsiste en esa zona el nombre popular de las Tenerías por la labor de curtición de pieles que realizaban los judíos, quienes tenían su propio cementerio en la margen derecha del río, muy cerca de la desembocadura del Chapardiel, bajo lo que todavía se conoce como Peña de los Judíos.
En la Real Chancillería de Valladolid se conservan diversos pleitos de hidalguía sobre Alcañices, como Rodríguez (1553), Losada (1553), Pereira de Castro (1611), Gago (1714) y Puelles (1794). En el Archivo Histórico Nacional se encuentra el de Carrión (1757).

### Edad Moderna

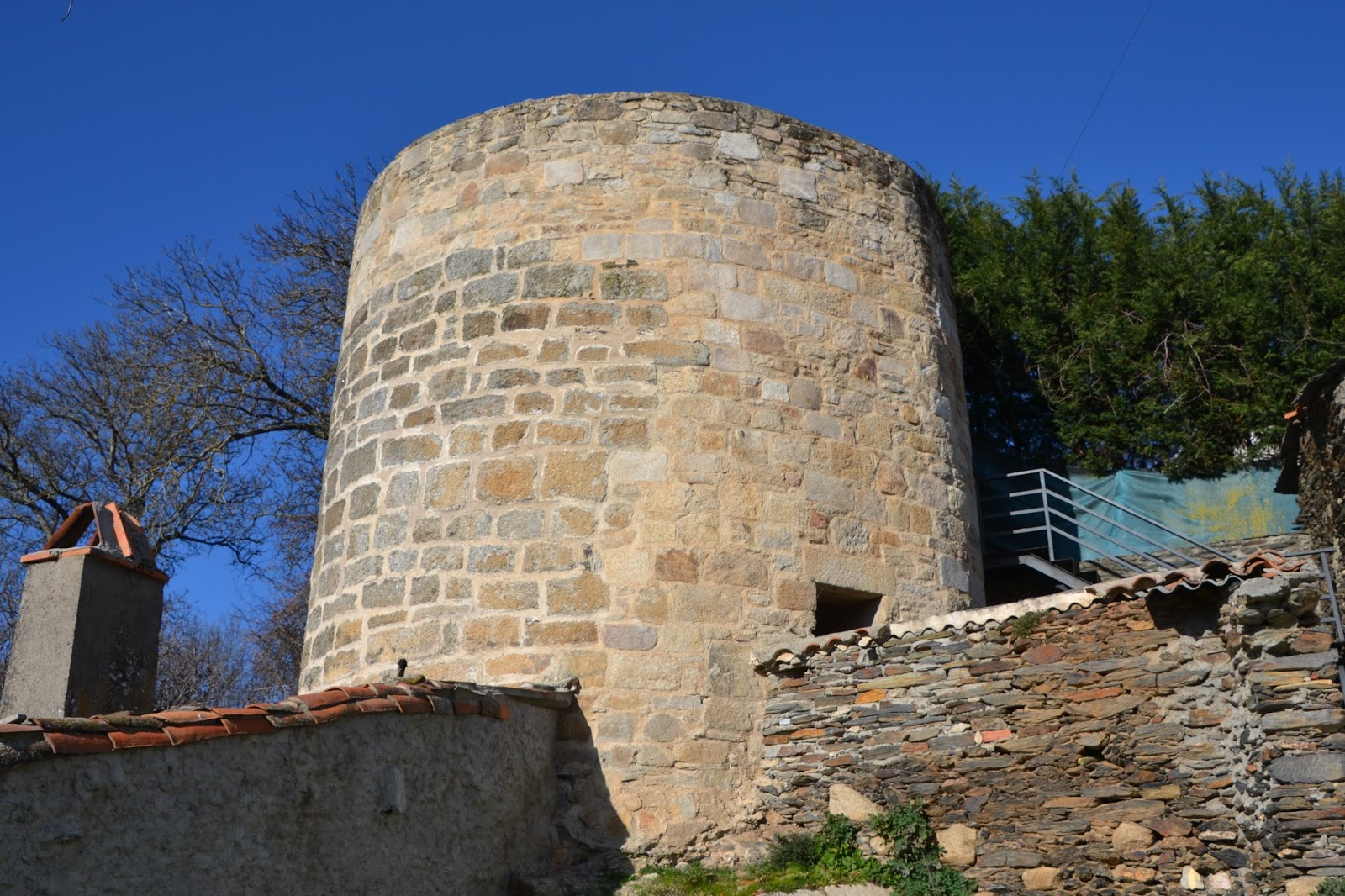
Torreón del antiguo recinto amurallado de Alcañices

Se puede considerar que el señorío de la «casa de Almanza» en tierras zamoranas se inició con «Gómez Pérez de Valderrábano», caballero de la confianza de Enrique de Trastámara tras la ayuda que prestó a este último en la guerra civil que mantuvo contra su hermano, el rey Pedro I de Castilla, en su pretensión de arrebatarle el trono. Gómez Pérez, como consecuencia de estos servicios, recibió de Enrique II de Castilla la villa de Alcañices y las de Tábara, Mombuey y Ayoó para poseerlas por juro de heredad, él y sus sucesores. El albalá de concesión es de fecha incierta, algunos historiadores creen que es anterior al 1369, en cuanto que por esas fechas ya había ocupado estos territorios, y que el de 1371, ya asentado Enrique en el trono, es tan solo una reiteración de la donación. Lo cierto es que durante las cortes de Burgos de 1379 el nuevo rey, Juan I de Castilla, volvió a reiterar dicha donación:

«Damosvos por donaçión pura e no revocable los dichos lugares de Alcañyças e Mombuey e Távara e Ayoó con todos sus térmynos e montes e pastos e prados e molinos e açeñas e tierras e viñas e dehesas e aguas corrientes e estantes»

Desde 1371 y hasta 1820 Alcañices fue una villa de señorío del Marquesado de Alcañices, que en 1741 pasó a formar parte de la Casa Ducal de Alburquerque. Durante esta época los marqueses edificaron un hospital para peregrinos, una alhóndiga para el grano comunal, un puente, una serie de fuentes y varios molinos e impulsaron la creación de un convento franciscano, que mantuvo esa condición hasta su desamortización en 1848, así como un palacio dentro de la fortaleza que actualmente es una residencia de mayores. En la toponimia local aún quedan referencias al prado del Marqués o la Huerta del Marqués. Además, en este periodo se reconstruyó parte de la antigua muralla, que tuvo un activo uso militar hasta 1817.
Durante la Edad Moderna, Alcañices encabezó uno de los partidos en que se dividía la provincia de Zamora, tal y como reflejaba en 1773 Tomás López en Mapa de la Provincia de Zamora. La villa fue incendiada por Juan IV de Portugal en 1643 y fue escenario de batallas durante la guerra de la Independencia española, cuando en 1813 el general La Croix sorprendió al intendente Echevarría y cuando el mariscal Massena envió dos divisiones para someter Alcañices y Puebla de Sanabria después de la toma de Ciudad Rodrigo. Alcañices era la sede de la partida de guerrilleros de Tomás García Vicente. En 1834 se creó el partido judicial de Alcañices que perduró hasta que fue suprimido e integrado en el partido judicial de Zamora en 1983.

### Edad Contemporánea
En 1833, tras la creación de las actuales provincias, Alcañices fue encuadrado en la provincia de Zamora, dentro de la Región Leonesa, aunque, ya en el siglo XX, tras la constitución de 1978, y la diversa normativa que se desarrolla a partir de la misma, la villa pasó a formar parte en 1983 de la comunidad autónoma de Castilla y León, en tanto municipio adscrito a la provincia de Zamora.
En su antiguo cementerio parroquial se encuentra enterrado el teniente Pablo Muñoz de la Morena, héroe de la guerra de la Independencia española, en cuya antigua casa de la calle de los Labradores se descubrió una placa en 2016.

## Demografía
Alcañices cuenta con una población de 1061 habitantes (INE 2024).
| Gráfica de evolución demográfica de Alcañices entre 1842 y 2021                                                     |
| |
| Población de derecho según los censos de población del INE Población de hecho según los censos de población del INE |

### Transporte y comunicaciones
Se llega a esta villa por la N-122, que es una carretera internacional que une España con Portugal y que cruza la mitad de la villa por su plaza mayor. Antiguamente se localizaba la aduana a su salida. Se encuentra en el camino natural hacia Braganza. Se encuentra situada junto a la frontera con Portugal (denominada popularmente como la Raya).

### Economía
En la actualidad Alcañices cuenta entre sus muchas actividades con el turismo rural, aunque centra su economía en la ganadería y en el cultivo de hortalizas. Posee alguna industria de carpintería. Destaca en el sector servicios el elevado número de sucursales bancarias. Tiene su sede en Alcañices la entidad público-privada Asociación para el desarrollo de Aliste, Tábara y Alba, para la dinamización económica de la zona.

## Símbolos
El pleno del ayuntamiento de Alcañices, en sesión celebrada el día 22 de julio de 2000, acordó aprobar el escudo heráldico y la bandera municipal, con la siguiente descripción:

Escudo Heráldico.– Escudo cuartelado en cruz 1.º y 4.º de gules, castillo de oro, mazonado de sable y aclarado de azur. 2.º de plata, alfanje de gules, puesto en banda, acompañado de dos roeles de gules. 3.º de plata, león rampante de gules, cortinado de gules. Al timbre Corona Real cerrada.
Boletín Oficial de Castilla y León nº 151 de 04 de agosto de 2000

Bandera Municipal.– Bandera rectangular de proporciones 2:3, formada por un paño rojo con una cruz completa blanca de 1/7 del ancho, con un castillo amarillo mazonado de sable en los cantones superior del asta y el inferior del batiente, un alfanje blanco en el cantón superior del batiente y un león blanco en el cantón inferior del asta
Boletín Oficial de Castilla y León nº 151 de 04 de agosto de 2000

## Administración y política

### Gobierno municipal
| Periodo   | Nombre                  | Partido | Partido                           |
| --------- | ----------------------- | ------- | --------------------------------- |
| 1979-1983 | Antonio Martínez Ramos  |         | Independiente                     |
| 1983-1987 | Tomás Carrión Carrión   |         | Centro Democrático y Social (CDS) |
| 1987-1991 | Ángel Cerezal Sánchez   |         | Partido Popular (PP)              |
| 1991-2013 | Tomás Carrión Carrión   |         | Partido Popular (PP)              |
| 2013-2023 | Jesús María Lorenzo Mas |         | Partido Popular (PP)              |

| Partido político                                          | 2023  | 2023  | 2023       | 2019  | 2019  | 2019       | 2015  | 2015  | 2015       | 2011  | 2011  | 2011       | 2007  | 2007  | 2007       | 2003  | 2003  | 2003       |
| Partido político                                          | %     | Votos | Concejales | %     | Votos | Concejales | %     | Votos | Concejales | %     | Votos | Concejales | %     | Votos | Concejales | %     | Votos | Concejales |
| Partido Popular (PP)                                      | 76,44 | 529   | 7          | 64,52 | 453   | 6          | 50,90 | 394   | 5          | 56,67 | 395   | 5          | 52,67 | 395   | 5          | 51,14 | 404   | 5          |
| Partido Socialista Obrero Español (PSOE)                  | 21,67 | 150   | 2          | 33,04 | 232   | 3          | 12,79 | 99    | 1          | 40,46 | 282   | 4          | 22,00 | 165   | 2          | 16,96 | 134   | 1          |
| Ciudadanos (CS)                                           | —     | —     | —          | —     | —     | —          | 35,27 | 273   | 3          | —     | —     | —          | —     | —     | —          | —     | —     | —          |
| Agrupación de Electores Independientes Zamoranos (ADEIZA) | —     | —     | —          | —     | —     | —          | —     | —     | —          | —     | —     | —          | 24,53 | 184   | 2          | —     | —     | —          |
| Agrupación Independiente de Alcañices (AIA)               | —     | —     | —          | —     | —     | —          | —     | —     | —          | —     | —     | —          | —     | —     | —          | 31,77 | 251   | 3          |

#### Evolución de la deuda viva municipal
El concepto de deuda viva contempla solo las deudas con cajas y bancos relativas a créditos financieros, valores de renta fija y préstamos o créditos transferidos a terceros, excluyéndose, por tanto, la deuda comercial.
| Gráfica de evolución de la deuda viva del Ayuntamiento entre 2008 y 2023                            |
| |
| Deuda viva del Ayuntamiento de Alcañices, en miles de euros, según datos del Ministerio de Hacienda |

### Elecciones autonómicas
| Partido político                                     | Votos | Porcentaje |
| ---------------------------------------------------- | ----- | ---------- |
| Partido Popular (PP)                                 | 204   | 41,1 %     |
| Partido Socialista Obrero Español (PSOE)             | 153   | 30,8 %     |
| Vox                                                  | 91    | 18,3 %     |
| Unión del Pueblo Leonés (UPL)                        | 18    | 3,6 %      |
| Ciudadanos-Partido de la Ciudadanía (Cs)             | 8     | 1,6 %      |
| Podemos-IU                                           | 6     | 1,2 %      |
| Zamora Decide                                        | 5     | 1,0 %      |
| Por Zamora                                           | 2     | 0,4 %      |
| Partido Animalista Contra el Maltrato Animal (PACMA) | 1     | 0,2 %      |
| Partido Regionalista del País Leonés (PREPAL)        | 0     | 0,0 %      |
| Partido Castellano-Tierra Comunera (PCAS-TC)         | 0     | 0,0 %      |

### Organización territorial
El municipio está formado por la villa que le da nombre y las localidades de Alcorcillo, Santa Ana y Vivinera. Además, Alcañices tiene la consideración histórica de capital de la comarca de Aliste.

## Servicios
Al margen del Ayuntamiento, Alcañices cuenta con instituciones públicas como el Registro Civil, el Registro de la Propiedad y la Notaría, así como otras en materia de seguridad, sanidad y educación.

### Educación
Alcañices posee tres centros públicos de enseñanza: uno de educación infantil y primaria (CEIP Virgen de la Salud), otro de educación secundaria y bachillerato (IES Aliste) y un aula de adultos (A.E.P.A. de Alcañices), dando sus servicios educativos a los jóvenes y mayores de la comarca.

### Sanidad
La villa cuenta con un centro de salud (Z.B.S. Aliste) que con 26 trabajadores presta servicios permanente y de diversas especialidades a la población de 13 municipios de la comarca.

### Seguridad
Alcañices cuenta con Juzgado de Paz, puesto de la Guardia Civil y Comisaría de la Policía Nacional.

### Turismo
Existe un albergue de peregrinos del Camino de Santiago de la Plata.

## Cultura

### Patrimonio
De su pasado esplendor permanecen el palacio de los marqueses de Alcañices y dos iglesias, una de ellas renacentista del siglo XVI, aneja a un antiguo convento de franciscanos convertido hoy en centro cultural, y la otra, parroquial, con su portada del siglo XIII. También hay un antiguo cementerio parroquial que estuvo en servicio entre 1787 –tras la promulgación de la Real Cédula de Carlos III— y la inauguración del cementerio municipal de la villa en 1903.
Destacan especialmente los restos de la muralla templaria, de la que quedan cuatro cubos (del Reloj, del Tío Cañona, de la Villa y del Trincherón) y el antiguo castillo, que ha sido datado en el siglo XVI. En la actualidad se encuentra bajo protección de la declaración genérica del Decreto de 22 de abril de 1949 y la Ley 16/1985 sobre el Patrimonio Histórico Español. Su estado de conservación es de ruina consolidada.
Es de destacar la Ruta de los Molinos (Molino Blanco, Molino de Don Alonso, Molino del Quicote y Molino de la Raya), a lo largo a la rivera de Bozas, y la Ruta de las Fuentes (Valorio, Herrada, Cañico de Arriba, de la Quinta, Cañico de Abajo, de los Caños y de los Burros). También hay algunas casas solariegas y dos edificios modernistas (uno de ellos de Francesc Ferriol), así como diversos ejemplos de arquitectura tradicional alistana. Igualmente del pasado templario permanecen una fuente y los restos de una ermita situadas en la Quinta de los Templarios, antigua finca de recreación templaria donde aún es visible gran parte de una bóveda realizada en piedra de granito.
En cuanto a patrimonio inmaterial, en Alcañices se canta desde tiempo inmemorial un auto de los Reyes Magos, de factura medieval, y se conservan tradiciones populares como el Domingo de Aguas. La villa también cuenta desde 1515 con una cofradía de la Vera Cruz, así como otras tres cofradías y doce asociaciones civiles, entre ellas la Escuela de Folclore Manteos y Monteras de Alcañices.
Hay también dos espacios naturales de uso público, como el parque biosaludable del robledal de Sahú o el área lúdica con piscina de Palazuelo.
| Nombre             | Situación | Coordenadas                               | Tipo                                 | Época               |
| ------------------ | --------- | ----------------------------------------- | ------------------------------------ | ------------------- |
| Castro del Tesoro  | Alcañices | 41°41′35″N 6°20′35″O / 41.69306, -6.34306 | Castro                               | Edad del Hierro I   |
| Cañico de Abajo    | Alcañices | 41°41′57″N 6°21′02″O / 41.69917, -6.35056 | Fuente                               | Edad Moderna        |
| La Ermita          | Alcañices | 41°42′02″N 6°21′03″O / 41.70056, -6.35083 | Ermita                               | Edad Moderna        |
| La Ermita          | Alcañices | 41°42′02″N 6°21′03″O / 41.70056, -6.35083 | Ermita                               | Edad Moderna        |
| Estela I           | Alcañices | 41°41′58″N 6°20′50″O / 41.69944, -6.34722 | Hallazgo aislado de estela           | Romano Altoimperial |
| Estela II          | Alcañices | 41°41′58″N 6°20′50″O / 41.69944, -6.34722 | Hallazgo aislado de estela           | Romano Altoimperial |
| Estela III         | Alcañices | 41°41′58″N 6°20′50″O / 41.69944, -6.34722 | Hallazgo aislado de estela           | Romano Altoimperial |
| Estela IV          | Alcañices | 41°41′57″N 6°20′52″O / 41.69917, -6.34778 | Hallazgo aislado de estela           | Romano Altoimperial |
| Estela V           | Alcañices | 41°41′57″N 6°20′50″O / 41.69917, -6.34722 | Hallazgo aislado de estela           | Romano Altoimperial |
| Recinto Amurallado | Alcañices | 41°41′57″N 6°20′50″O / 41.69917, -6.34722 | Lugar de habitación, recinto militar | Bajomedieval        |
| Teso Las Viñas     | Alcañices | 41°42′32″N 6°21′20″O / 41.70889, -6.35556 | Hábitat                              | Calcolítico         |

### Fiestas
Celebra dos fiestas patronales:
- La Virgen de la Salud, una romería que se celebra los días 1, 2 y 3 de julio.
- La Virgen de la Asunción y San Roque, fiestas mayores del 13 al 17 de agosto.

Desde 2019 se celebra el Certamen Literario Margarita Ferreras.

### Gastronomía
La actividad ganadera de esta comarca, ha posibilitado la existencia de los renombrados asados de carne alistana (habitualmente carne de ternera con denominación de origen), y las carnes procedentes de la tradicional matanza del cerdo. En el terreno de los postres son muy conocidos el bollo maimón y los dulces borrachos (pan remojado con un almíbar aromatizado con licor y canela). En el terreno de los cereales se puede decir que se elabora pan tradicional pan, con el que se prepara el tradicional hornazo. Los vinos de la comarca son tintos de baja calidad, con uvas que proporcionan tintes ligeramente ácidos. Son de producción artesanal, no es de extrañar que se conserven poco tiempo debido a los pocos aditivos que añaden los cosecheros.

### Instalaciones culturales

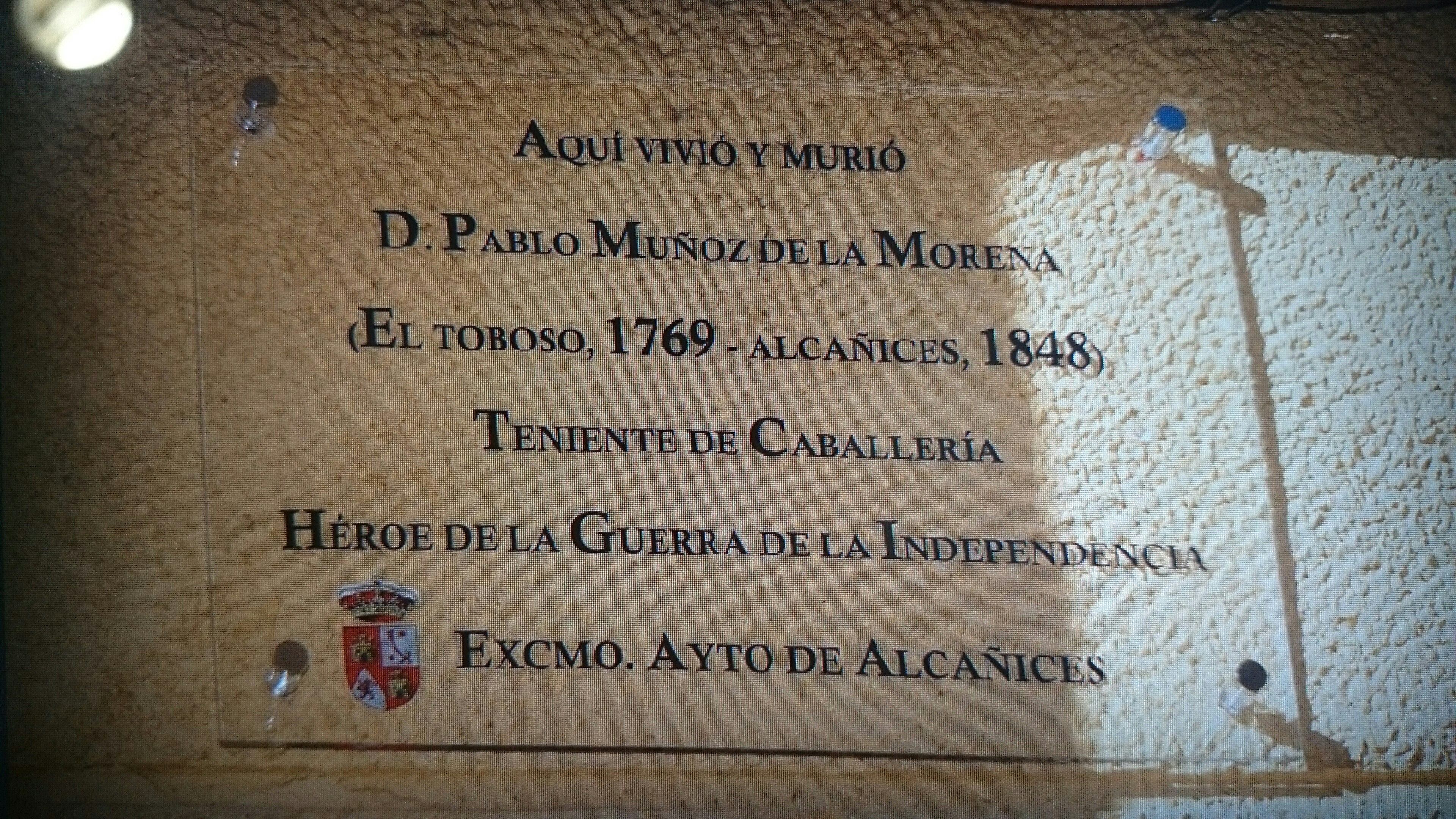
Placa de homenaje al teniente Pablo Muñoz

Alcañices cuenta con un centro cultural, una biblioteca y un auditorio.